# カサブランカ・レコード
カサブランカ・レコード （Casablanca Records）は、1973年にニール・ボガートらによって設立されたアメリカのレコードレーベル。1970年代から80年代にかけて、キッス、ドナ・サマー、シェール、ヴィレッジ・ピープル、パーラメントなどのヒットを生み出した。
1980年代にいったん事業を終了し、2000年に全く別の事業体としてその名前が復活している。
当初、ビクター音楽産業が日本盤の製造元であったが、1980年代にポリスターが日本盤の発売元となっていた関係で、ポリスター所属の日本人アーティストもこのレーベルを冠していた時期（1980年〜1988年）があり、アリス（谷村新司、堀内孝雄のソロ作品含む）、大西結花、伊藤銀次などの作品がカサブランカ・レーベルから発売されている。 

## 歴史
1973年、ニール・ボガート、セシル・ホルムズ、ラリー・ハリス、バック・ラインゴールドの4人がワーナー・ブラザース・レコードからの出資を受けて設立（まもなくボガート以外の3人は離脱）。
元々、ボガートは『オズの魔法使い』に登場する都市の名前「エメラルド・シティ」（Emerald City）を新レーベルの名前の候補に考えていたが、出資元のワーナーが持っていた映画『カサブランカ』のタイトルを拝借してカサブランカ・レコードに決定した。『カサブランカ』の主演を務めたハンフリー・ボガートと自分が同姓であったため、話題づくりにもなるだろうとの読みもあった。
カサブランカがリリースした初のシングルは、ビル・エイムズベリーの「Virginia (Touch Me Like You Do)」、初めて自前で契約したアーティストはハードロック・バンドのキッスであった。
当時、カサブランカは、1974年11月にリリースしたジョニー・カーソンの2枚組レコードの売り上げ予測ミスで大量在庫を抱え、経営が悪化していた。しかし、キッスの『地獄の狂獣』が大ヒットし、レーベルは倒産の危機を免れた。その後、ドナ・サマーのヒットのおかげで、カサブランカはディスコ・ミュージックの領域でも人気が出た。
ワーナーからの独立後、カサブランカのオフィスはかつてゴールドスター・スタジオがあったサンセット大通りに移転し、そこでは、ハーブ・アルパートが初期のレコーディングの多くを行った。
1976年後半にポリグラムがカサブランカの全株式の50%を取得、元コロンビア ピクチャーズの幹部であったピーター・グーバーに率いられた新興映画会社のFilmworks Inc.と統合され、新たにカサブランカ・レコード・アンド・フィルムワークス （Casablanca Record and Filmworks, Inc.）となる。グーバーが会長職に就いたが、ボガートは引き続きカサブランカの社長を務めた。しかし当時のカサブランカには、違法薬物、売春、その他の違法行為との絡みが指摘されてもいた。
カサブランカは、ドナ・サマー、キッス、パーラメントの3つが同時にヒットしたことで一気に繁栄したが、キッスの迷走と時期を同じくしてレーベルも衰退していった。
1980年に不正会計と売上不振のためボガートは解雇されたが、ヴィレッジ・ピープルやサンタ・エスメラルダなどの人気ディスコ・グループを持っていたおかげで、ボガートは彼の残りのシェア獲得のためのポリグラム交渉を有利に進めることができた。ボガートは、インディペンデント・レーベルのボードウォーク・レコードを設立して、ジョーン・ジェットを獲得したが、1982年に癌でこの世を去り、レーベルも消滅した。
1979年以降、カサブランカにおける特筆すべきリリースは、ロビン・ウィリアムズのコメディ・アルバム『Reality、What A Concept!』（1981年）、映画『フラッシュダンス』（1983年）のサウンドトラックなどがある。
ベテランのダスティ・スプリングフィールドが吹き込んだ『White Heat』は、レーベル内の混乱によりプロモーションが思ったように展開できず、大きな話題にならなかった。結局、全契約アーティストとカタログをマーキュリー・レコードに譲渡し、カサブランカは一旦その歴史に幕を閉じた。
2000年、ユニバーサルミュージックとトミー・モトーラとの合弁事業でカサブランカの名前が復活。モトーラはあこがれのレーベル名を選んだが、新レーベルと過去のカサブランカ・レコードとの間に事業面での継続性はない。
その後、新カサブランカ・レコードは、ユニバーサル・モータウン・リパブリック・グループの一部として活動。
2009年秋には、ミーカのセカンド・アルバム『ザ・ボーイ・フー・ニュー・トゥー・マッチ』と、ライアン・レスリーのセカンド・アルバム『Transition』をリリースしている。

## 現在の所属アーティスト
- ミーカ (Mika)
- ライアン・レスリー (Ryan Leslie)

## 過去の主な所属アーティスト
- エンジェル (Angel)
- ビル・エイムズベリー (Bill Amesbury)
- バディ・マイルス (Buddy Miles)
- キャメオ (Cameo)
- キャプテン&テニール (Captain & Tennille) (1980年)
- シェール (Cher) (1979年–1981年)
- デイヴィッド・ロンドン (David London) ※後のファーギー・フレデリクセン
- ダスティ・スプリングフィールド (Dusty Springfield) (1982年)
- デニス・パーカー (Dennis Parker)
- ドナ・サマー (Donna Summer) (1975年–1980年)
- フォー・トップス (The Four Tops) (1981年–1982年)
- ジョルジオ・モロダー (Giorgio Moroder)
- アイリーン・キャラ (Irene Cara)
- キッス (Kiss) (1973年–1982年)
- ピーター・クリス (Peter Criss) (1980年-1982年)
- リップス・インク (Lipps Inc) (1979年–1983年)
- リンジー・ローハン (Lindsay Lohan) (2004年–2006年)
- マイケル・センベロ (Michael Sembello)
- パーレット (Parlet)
- パーラメント (Parliament)
- ピープルズ・チョイス (The People's Choice)
- ピーター・ヌーン (Peter Noone)
- ロビン・ウィリアムズ (Robin Williams)
- ロドニー・デンジャーフィールド (Rodney Dangerfield)
- サンタ・エスメラルダ (Santa Esmeralda)
- テリー・デサリオ (Teri DeSario) (1978年–1980年)
- ヴィレッジ・ピープル (The Village People) (1977年–1980年)

## 参考
映画制作部門のカサブランカ・フィルムワークスは、ピーター・イエーツ監督の『ディープ』(1977年)、アラン・パーカー監督の『ミッドナイト・エクスプレス』(1978年)などのヒット作を世に出した。